# Vladimir Tsjertkov

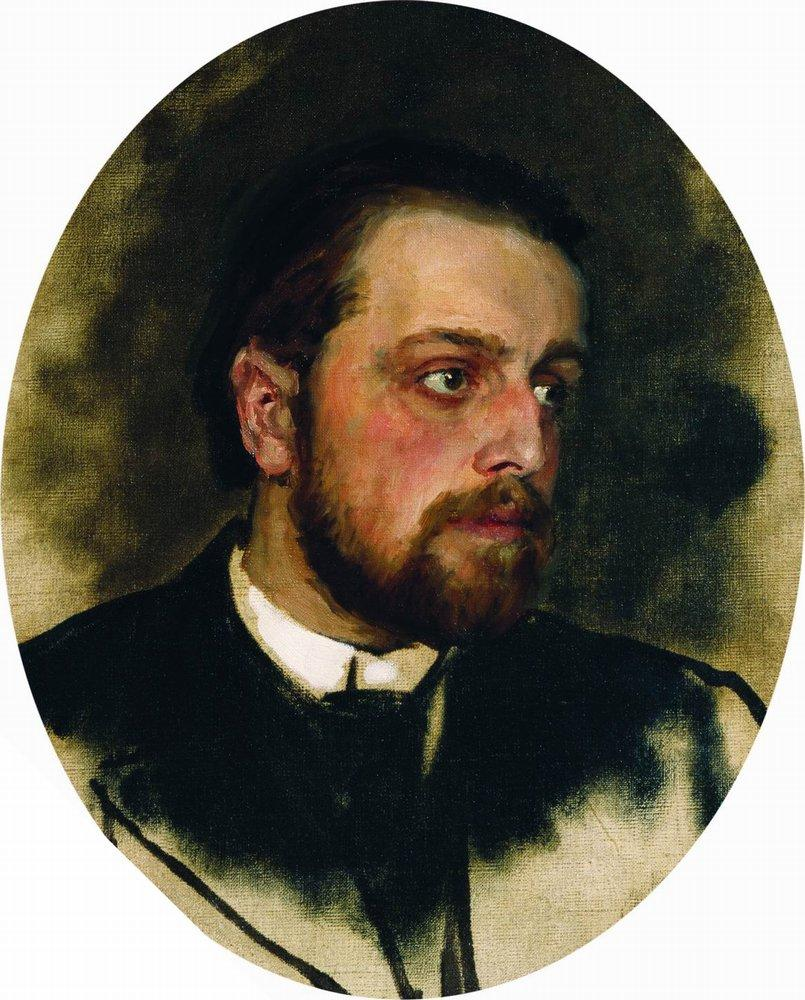
Tsjertkov, door Ilja Repin, 1890

Vladimir Grigorjevitsj Tsjertkov ook wel Čertkòv (Russisch: Владимир Григорьевич Чертков) (Sint-Petersburg, 3 november 1854 – Moskou, 9 november 1936) was een Russisch schrijver, secretaris van Lev Tolstoj en na diens dood een vooraanstaand Tolstojaan.

## Leven
Tsjertkov werd geboren in een vooraanstaande, rijke aristocratische Peterburgse familie. Op zijn negentiende trad hij toe tot de fameuze Russische Keizerlijke Garde van de tsaar, maar hij begon snel vraagtekens te zetten bij de bevoorrechte positie die hij innam. Na een lange reis naar Engeland, concentreerde hij zich op christelijke studies en trad uiteindelijk in 1880 uit dienst. Vanuit de wens een zinvol leven te leiden vestigde hij zich met zijn jonge gezin in het kleine dorp Lizinovka, voornemens goed te doen voor de lokale boeren, zonder overigens altijd aan te voelen wat hun behoeften waren. Hij was actief in de lokale Zemstvo en stichtte onder andere een schooltje.

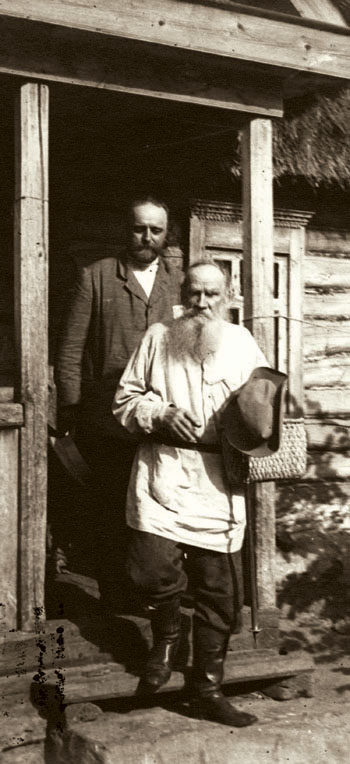
Leo Tolstoj en Vladimir Tsjertkov

In oktober 1883 vond een voor Tsjertkov bepalende ontmoeting met Lev Tolstoj plaats te Moskou. Hij kwam sterk onder diens invloed te staan, streefde nadrukkelijker nog dan Tolstoj zelf naar het ideaal van “morele zelfverbetering”, richtte samen met Tolstoj uitgeverij “De Bemiddelaar” op (die in grote oplages goedkope stichtelijke lectuur verspreidde) en wijdde zich met hart en ziel aan pedagogische activiteiten. Uiteindelijk toonde hij zich fanatieker in Tolstojs leer dan zijn leermeester zelf en streefde hij zelfs naar de stichting van een nieuwe godsdienst: de geweldloze leer van Christus, maar dan ontdaan van dogma’s en wonderen.
Tsjertkov's relatie met de Tolstoj-familie was niettemin behoorlijk conflictueus. Meer in het bijzonder met Tolstojs vrouw Sofia, die de hypocrisie van Tolstojs volgelingen met regelmaat bekritiseerde (ze noemde hen ‘uitvreters’, die voor niks meeaten en geen huur betaalden), leefde hij regelmatig in onmin. 
In 1894 vestigde Tsjertkov zich met een aantal volgelingen in een dorpje in het district Ostrogojsk, werkte daar tussen de boeren en ging er door met zijn uitgeversactiviteiten. Tolstoj was er een regelmatige bezoeker. Nadat de autoriteiten in de jaren negentig het Tolstojanisme in de ban deden vertrok hij in 1898 naar Engeland, waar hij opnieuw een uitgeverij opzette. Hij groeide er uit tot de meest vooraanstaande Tolstojaan in het Westen en gaf er Tolstojs volledige werken uit, Sofia's rechten hierop compleet negerend. In deze periode schreef hij ook zijn achteraf bezien meest belangrijke literair werken, namelijk zijn memoires en dagboeken.
In 1905 keerde Tsjertkov naar Rusland terug en was als een der eersten aanwezig bij Tolstojs dood. Tsjertkov stierf in 1936 in Moskou.

## Trivia
- Acteur Paul Giamatti speelde in 2009 de rol van Tsjertkov in de biografische Tolstoj-film The Last Station, naar de gelijknamige roman van Jay Parini.